# Taxeotis didymochroa
Taxeotis didymochroa är en fjärilsart som beskrevs av Oswald Beltram Lower 1894. Taxeotis didymochroa ingår i släktet Taxeotis och familjen mätare. Inga underarter finns listade i Catalogue of Life.